# Isabella von Kastilien (1283–1328)

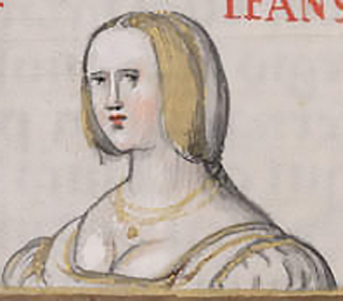
Isabella von Kastilien

Isabella von Kastilien (* 1283 in Toro; † 24. Juli 1328) war eine Infantin von Kastilien sowie 1291–1295 Königin von Aragón und Sizilien und 1312–1328 Herzogin der Bretagne.

## Leben
Isabella war die älteste Tochter von König Sancho IV. von Kastilien-León und seiner Gemahlin María de Molina. Gemäß dem Vertrag von Monteagudo (1. Dezember 1291) wurde sie im Alter von erst acht Jahren die Gattin des 24-jährigen Königs Jakob II. von Aragón; die Hochzeit des Paars fand in Soria statt. Durch den genannten Vertrag steckten die Könige von Kastilien und Aragón ihre jeweiligen Einflusssphären in Nordafrika ab. Jakob II. überließ Isabella zehn Burgen, u. a. Borja und Daroca, als Pfand und übergab ihr zusätzlich zu den Orten, die gewöhnlich aragonische Königinnen als Morgengabe erhielten, u. a. die Städte Huesca und Girona. Er lud seine Schwiegereltern, das kastilische Königspaar, zu einem Besuch nach Calatayud ein, wo prächtige Feierlichkeiten stattfanden, die von Ramon Muntaner in seiner Chronik beschrieben wurden. Einen Höhepunkt dieser Festivitäten stellte der siegreiche Zweikampf des Admirals Ruggiero di Lauria gegen einen Ritter aus Murcia, Berenguer Arnau d’Algera, dar.
Für die Vermählung von Isabella und Jakob II. war aber noch nicht die notwendige päpstliche Dispens erteilt worden. Bis zum Erreichen des Alters zur Vollziehung der Ehe sollte Isabella nach den Sitten des aragonischen Hofs erzogen werden und María Fernández Coronel, eine Freundin ihrer Mutter Mariá de Molina, als Gouvernante erhalten. Im Sommer 1293 begleitete die kleine Isabella ihren Gemahl zu den Verhandlungen, die dieser mit ihrem Vater und König Karl II. von Neapel in Logroño führte. Sancho IV. wollte seinen Schwiegersohn noch stärker an dessen Versprechen, die Ehe mit Isabella aufrechtzuerhalten, binden, doch Jakob II. verließ plötzlich Logroño, womit das Bündnis zwischen ihm und Sancho IV. zerbrochen war. Der aragonische König orientierte sich politisch um, schloss im Dezember 1293 mit Karl II. Frieden und vereinbarte, dass er nach der Auflösung der Zivilehe mit Isabella Karls Tochter Blanka von Anjou heiraten werde. Nach dem Tod Sanchos IV. († 25. April 1295) schickte er eine Gesandtschaft an dessen Witwe María de Molina und wies auf die Ablehnung seiner Ehe mit Isabella seitens des Papstes Bonifatius VIII. hin. Diese Ehe war bislang nicht vollzogen worden; Jakob II. heiratete in der Tat im Herbst 1295 Blanka von Anjou und schickte Isabella im Februar 1296 nach Kastilien zurück.
Die neue aragonische Königin Blanka beredete ihren Bruder Robert von Anjou, nach dem Tod seiner ersten Gemahlin Yolande von Aragon († 1302) um Isabellas Hand anzuhalten, doch blieb dieses Heiratsprojekt ebenso erfolglos wie andere Heiratspläne für die junge Infantin. Schließlich erreichte María de Molina, dass ihre Tochter Isabella 1310 in Burgos Johann, Sohn des Herzogs Arthur II. von Bretagne, zum zweiten Ehemann nahm. Die Dispens für diese Eheverbindung hatte Papst Clemens V. im Juni 1310 erteilt. Als Arthur II. 1312 starb, folgte ihm sein ältester Sohn als Johann III. auf den Thron, womit Isabella Herzogin von Bretagne wurde. Ihre Ehe mit Johann III. blieb kinderlos.
Anlässlich seiner Heirat mit Isabella hatte Johann III. ihr die Vizegrafschaft Limoges übertragen. Doch sein Bruder Guy verweigerte die Ratifikation dieser Schenkung. Im März 1314 belehnte dann Johann III. seinen Bruder mit der strittigen Vizegrafschaft. Isabella protestierte dagegen beim Papst und erhielt durch dessen Bulle vom 1. September 1314 Recht; sie bekam ihre Vizegrafschaft 1317 zurück und Johanns Bruder Guy als Ausgleich die Grafschaft Penthièvre. 1328 starb Isabella im Alter von 45 Jahren ohne Nachkommen.

## Grabstätte
Isabellas Leichnam wurde in der Kirche der Abtei Notre-Dame de Prières nahe Billiers beigesetzt. 1715 wurden die ursprüngliche Kirche und das Grab, in dem Isabella und Jeanne Holland, zweite Gattin Herzog Johanns V. von Bretagne, bestattet worden waren, zerstört. 1726 wurden Isabellas sterblichen Überreste und die Gebeine des Herzogs Johann I. von Bretagne, der 1286 in der von ihm gegründeten Abtei bestattet worden war, in einen Steinsarg gelegt und in der neuen Abteikirche beigesetzt. Nach dem Ausbruch der Französischen Revolution (1789) und dem Wegzug der letzten Mönche verfiel die Abtei zur Ruine. Nach der Entdeckung der Überreste des Sargs mit den Gebeinen der Herzogin und des Herzogs in den Trümmern der Abteikirche (1841) ließ der neue Käufer des Anwesens die Gebeine in eine Kapelle überführen, die aus Elementen der alten Abteilkirche errichtet worden war.